# Richard Sammel
Richard Sammel (Heidelberg, 1960) é um ator alemão.
Atuou em mais de oitenta filmes desde 1991,
Ganhou destaque com sua participação no filme Inglourious Basterds (no Brasil, Bastardos Inglórios; em Portugal, Sacanas Sem Lei), onde interpretou o Sargento Werner Rachtman. Também participou do filme Casino Royale (2006), 21º filme de James Bond.
Com o personagem Coronel Mayer, participou ainda do filme Estrada 47, que estreou nos cinemas brasileiros em 2015, escrito e dirigido por Vicente Ferraz, baseado em fatos reais, sobre a participação do Brasil, através Força Expedicionária Brasileira, na Segunda Guerra Mundial.

## Filmografia
| Ano  | Título                                   | Personagem                | Notas |  |
| 2014 | The Strain                               | Thomas Eichhorst          |       |  |
| 2014 | 3 Dias Para Matar                        | The Wolf (O Lobo)         |       |  |
| 2013 | Company of Heroes                        | Coronel Beimler           |       |  |
| 2013 | Estrada 47                               | Coronel Mayer             |       |  |
| 2012 | The Third Half                           | Rudolph Spitz             |       |  |
| 2011 | Sniper: Reloaded, no Brasil O Atirador 4 | Coronel Ralf Jäger        |       |  |
| 2009 | Bastardos Inglórios                      | Sargento Werner Rachtman  |       |  |
| 2006 | OSS 117: Cairo, Nest of Spies            | Moeller                   |       |  |
| 2006 | Casino Royale (2006)                     | Adolph Gettler            |       |  |
| 2002 | The Nest                                 | Winfried                  |       |  |
| 2002 | Safe Conduct                             | Richard Pottier           |       |  |
| 1998 | Taxi                                     | Alemão (líder da gangue). |       |  |

## Nota e referências
1. ↑  «Richard Sammel @ SPIELKIND». SPIELKIND
2. ↑  «Castupload». castupload.com
3. ↑  «France's European migrants disenfranchised». Cafebabel. Consultado em 11 de julho de 2015. Arquivado do original em 12 de julho de 2015

- Este artigo foi inicialmente traduzido, total ou parcialmente, do artigo da Wikipédia em inglês cujo título é «Richard Sammel», especificamente desta versão.